# Kaarlo
Kaarlo ist ein finnischer männlicher Vorname. Die deutsche Form des Namens ist Karl.

## Bekannte Namensträger
- Kaarlo Anttila (1887–1975), finnischer Ringer
- Kaarlo Castrén (1860–1938), finnischer Bankfachmann und Politiker
- Kaarlo Kangasniemi (* 1941), finnischer Gewichtheber
- Kaarlo Koskelo (1888–1953), finnischer Ringer
- Kaarlo Lappalainen (1877–1965), finnischer Sportschütze
- Kaarlo Mäkinen (1892–1980), finnischer Ringer und Olympiasieger
- Kaarlo Maaninka (* 1953), finnischer Langstreckenläufer
- Kaarlo Rantanen (* 1988), finnischer Fußballspieler
- Kaarlo Soinio (1888–1960), finnischer Fußballspieler, -schiedsrichter und Kunstturner sowie Sportreporter und Sportlehrer
- Kaarlo Juho Ståhlberg (1865–1952), erster Präsident Finnlands
- Kaarlo Virtanen (1921–2006), finnischer Mathematiker